# Fitična kislina
Fítična kislina (tudi fitinska kislina, inozitol heksakisfosfat (IP6); fitat, če je v obliki soli) je v mnogih rastlinskih tkivih poglavitna zaloga fosforja, zlasti v semenu.
Fitinska kislina ima lahko tudi številne raznovrstne učinke na človekovo zdravje, pri čemer gre predvsem za antioksidativno in antikancerogeno (varuje pred rakom) ter hipoholesterolemično (znižuje raven holesterola) in hipolipidemično (znižuje raven lipidov v krvi) delovanje. Na podlagi številnih raziskav na živalih in ugotovljenih ugodnih učinkov lahko predpostavljamo koristno delovanje tudi na ljudeh, vendar bo za potrditev teh učinkov treba narediti še veliko kliničnih študij.

## Kemizem
Fitinska kislina je po svoji kemijski strukturi inozitol heksafosfat (IP6). Osnovni skelet predstavlja inozitol, vsaka izmed njegovih šestih hidroksilnih skupin pa je zaestrena z eno molekulo fosforjeve (V) kisline (H3PO4). Gre torej za fosforiliran ogljikov hidrat, ki vsebuje energijsko bogate vezi. Lahko obstaja tudi kot fitat v obliki soli s K+, Ca2+, Mg2+. (7)

## Odkritje
Fitinska kislina je bila odkrita v sredini 19. stoletja, v njegovih osemdesetih letih pa je zanimanje zanjo izrazito naraslo. Številne nadaljnje raziskave so prišle do rezultatov, ki so nakazovali njeno potencialno ugodno delovanje.

## Fitinska kislina v rastlinah
Pojavnost
Fitinsko kislino najdemo predvsem v žitaricah in stročnicah, natančneje v semenskih ovojnicah nekaterih žit, kličnih listih stročnic ter v semenih drugih rastlin.
Biosinteza
V različnih semenih nastaja fitinska kislina na različne načine. Pri poskusu s suspenzijo celic riževih zrn je biosinteza potekala iz izhodnega inozitol monofosfata preko 5 zaporednih fosforilacij do inozitol heksafosfata, ki je po sedmih dneh predstavljal glavno obliko. (1)
Pomen fitinske kisline za rastline
Fitinska kislina predstavlja od 60 do 90 % fosforja v semenih (11), pri čemer gre po navadi za mešanico kalcijeve, magnezijeve in kalijeve soli. Na ta način predstavlja zalogo fosforja in kationov. Glede na energijsko bogate fosfoestrske vezi pa jo lahko označimo tudi kot shrambo energije. Poleg tega ima sposobnost keliranja različnih polivalentnih kationov, kar je pomembno za njeno antioksidativno delovanje, saj s tem zagotavlja zaščito semen pred oksidacijo ter s tem njihovo dolgotrajno stabilnost.

## Fitinska kislina in živali
Prisotnost fitinske kisline v rastlinah je pomembna za prežvekovalce, ki so podred živali, saj lahko s pomočjo encima fitaze razgradijo fitinsko kislino. Iz nje se sprosti fosfor in ustrezni kation iz fitata. Na ta način žival pridobi tudi določeno količino mineralov. Perutnina in prašiči dobijo ta encim v obliki dodatkov h krmi. Na ta način se z vidika fosforja zmanjša onesnaženje okolja.
Po drugi strani pa so inozitol fosfati ubikvitarni, saj jih najdemo tudi v celicah večine sesalcev, kjer sodelujejo pri prevajanju signalov v celicah. IP1-4 imajo vlogo znotrajceličnih prenašalcev, inozitol 1,3,4-trifosfat pa je med drugim vključen tudi v mitozo. Vendar je koncentracija IP5 in IP6 v celici mnogo višja od koncentracij IP1-4, saj znaša od 10 do 100 μM (15).
Pri ptičih je IP5 vključen v regulacijo afinitete hemoglobina za kisik, skupaj z IP6 pa naj bi sodelovala pri ekscitaciji nevronov (12).
Absorpcija in eliminacija fitinske kisline
Pri poskusu na podganah s pomočjo radioaktivno označene fitinske kisline se je v 24 urah absorbiralo 79 % fitinske kisline, od tega je bilo v istem času 2,4 % izločene z urinom. Od neabsorbiranih 21 % je 6,9 % fitinske kisline ostalo v gastrointestinalnem traktu, 14,1 % pa se je izločilo s fecesom. (14)

## Fitinska kislina in človek
Fitinska kislina v hrani
Zaradi njenega antioksidativnega delovanja fitinsko kislino uporabljamo tudi kot dodatek (aditiv) v živilih, kar je označeno s številko E391.
Poleg potencialnih koristnih učinkov na zdravje, ki so opisani v naslednjem poglavju, ima fitinska kislina tudi nekaj neželjenih učinkov. Zaradi sposobnosti vezave nekaterih mineralov, predvsem kalcija, zmanjšuje učinkovitost absorbcije le teh iz črevesja v kri.
Tabela: delež fitinske kisline v določeni hrani (14)
| Hrana                     | Fitinska kislina (g/100g) |
| ------------------------- | ------------------------- |
| Sezamovo seme             | 4,71                      |
| Sezamova moka             | 5,18                      |
| Sojina semena             | 1,00-1,50                 |
| Sojina moka               | 1,40-1,60                 |
| Bob                       | 0,40-1,10                 |
| Beli fižol                | 0,55-1,05                 |
| Grah                      | 1,20                      |
| Mungo fižol               | 0,629                     |
| Čičerika                  | 0,338                     |
| Laneno seme               | 0,73                      |
| Arašidi                   | 1,336                     |
| Pšenica                   | 0,62-1,35                 |
| Pšenični polnozrnati kruh | 0,33-0,56                 |
| Pšenični beli kruh        | 0,02-0,03                 |
| Pšenični otrobi           | 3,61                      |
| Pšenični kalčki           | 1,47                      |
| Pšenični gluten           | 2,13                      |
| Rž                        | 0,97                      |
| Rženi kruh                | 0,25-0,41                 |
| Rženi kruh z otrobi       | 0,16                      |
| Ječmen                    | 0,97-1,16                 |
| Oves                      | 0,79-1,01                 |
| Koruza                    | 0,89-0,99                 |
| Riž, nebrušen             | 0,89                      |
| Riž, brušen               | 0,14-0,34                 |

## Vpliv fitinske kisline na absorpcijo mineralov in elementov v sledovih
Obstajajo domneve, da fitinska kislina zmanjšuje ali preprečuje absorpcijo določenih mineralov in elementov v sledovih. Ob tem naj bi šlo predvsem za slabšo absorpcijo kalcija, magnezija in cinka. V tej smeri so bile izvedene tudi študije, pri katerih so opazovali absorpcijo navedenih kationov.
Pri raziskavi vpliva fitinske kisline v prehrani na absorpcijo magnezija so rezultati pokazali, da se je absorpcija ob dodatku 1,49 mmol fitinske kisline znižala za približno 20%, ob dodatku 0,75 mmol fitinske kisline pa za približno 12%. Inhibitorni efekt fitinske kisline na absorpcijo magnezija je bil torej odvisen od odmerka. (2)
Tudi pri študijah vpliva fitinske kisline v pšeničnih vlaknih na absorpcijo kalcija so prišli do zaključka, da fitinska kislina zmanjšuje absorpcijo kalcija. (9)
Prav tako je bil ugotovljen močno negativen učinek fitinske kisline na absorpcijo cinka, pri čemer sta bila za to odgovorna inozitol heksafosfat in inozitol pentafosfat in ne nižje fosforilirani derivati. (10)
Delovanje fitinske kisline
Antioksidativno  delovanje
Fitinska kislina ima sposobnost keliranja večvalentnih kationov: Cu2+, Zn2+, Ni2+, Co2+, Mn2+, Fe3+, Ca2+, pri čemer so kationi navedeni glede na padajočo stabilnost kelata s fitinsko kislino. (5)  Fitinska kislina lahko torej kelira Fe3+, s čimer preprečuje oksidativne reakcije, pri katerih nastajajo škodljivi hidroksilni in hidroperoksilni radikali, kar nam prikazuje Fentonova reakcija.
Fentonova reakcija:
Fe2+ + H2O2 → Fe3+ + OH• + OH-
Fe3+ + H2O2 → Fe2+ + OOH• + H+
Mehanizem antioksidativnega delovanja fitinske kisline je morda vezan tudi na inhibicijo encima ksantin-oksidaze, ki katalizira oksidacijo hipoksantina v ksantin: (13)
Hipoksantin + O2 + H2O ↔ ksantin + H2O2
Ksantin + O2 + H2O ↔ sečna kislina + H2O2
Pri oksidaciji substratov v prisotnosti encima ksantin-oksidaze nastaja superoksidni anion, ki v črevesju reagira z železovimi ioni iz hrane, ki se niso absorbirali. Ob tem naj bi nastajal hidroksilni radikal, ki povzroča lipidno peroksidacijo in poškodbe DNK, kar bi posledično prispevalo k nastanku raka na črevesju.
Tako lahko fitinska kislina v hrani zmanjša verjetnost nastanka raka na debelem črevesju  in ščiti pred drugimi vnetnimi boleznimi črevesja.
Poleg tega se fitinska kislina uporablja kot prehranski dodatek z namenom, da inhibira lipidno peroksidacijo in s tem oksidativno kvarjenje, ki bi bilo vidno v spremembi barve, gnitju ali sesirjenju določenega proizvoda. V industriji je njena antioksidativna sposobnost uporabljena na številne načine. (5)
Antikancerogeno delovanje
Pri številnih raziskavah je bilo ugotovljeno antikancerogeno delovanje fitinske kisline, pri čemer je šlo tako za preventivno kot tudi za terapevtsko učinkovitost.
Kemopreventivna lastnost fitinske kisline je bila izražena pri raku dojke, debelega črevesja, jeter, prostate, kožnem raku in levkemiji. (4)
Predpostavljen mehanizem antikancerogenega delovanja vključuje genske spremembe, okrepljeno imunost, antioksidativne lastnosti in sposobnosti keliranja kovinskih kationov. (4, 6)
Za ugoden vpliv na zdravje debelega črevesja je potrebna količina fitinske kisline v hrani 4 grame (17).
Zaradi svoje kelirajoče sposobnosti in mehanizmov preprečevanja rasti tumorja je pri poskusu na miših fitinska kislina izkazala svoje protitumorno delovanje. Eksperiment je bil izveden tako, da so v mišje samičke implantirali EAC (Ehrlich ascites carcinoma = Ehrlichov ascitesni tumor). Nato pa so eni skupini mišk isti dan injicirali tudi določen odmerek fitinske kisline, drugi skupini pa ne. Pri prvi skupini je bila nato opažena signifikantno upočasnjena rast tumorja v primerjavi z drugo skupino. (3)
Podoben učinek je bil opažen tudi pri poskusu na podganah, katerim so vsadili celično linijo, transformirano z virusnim onkogenom. Po dodatku fitinske kisline v njihovo prehrano se je zmanjšala pojavnost in hitrost rasti fibrosarkomov. (8)
Zniževanje lipidov in glukoze v krvi
Pri poskusu so diabetične miške 8 tednov imeli na dieti, ki je vsebovala 15 % fitinske kisline. Po tem času so opazili signifikantno znižanje koncentracije krvnega sladkorja, znižanje koncentracije LDL-holesterola in povišanje koncentracije HDL-holesterola , zato bi bila fitinska kislina lahko potencialno posebej ugodna za diabetike s hiperholesterolemijo. (14)
Možen mehanizem zniževanja glukoze v krvi je vpliv fitinske kisline na hitrost prebave škroba (19) in upočasnitev praznjenja želodca.

## Skici in opombe
1. ↑  Phytic acid